# Walki robotnicze w Łodzi
Walki robotnicze w Łodzi – bratobójcze, polsko-polskie walki stronnictw robotniczych, toczone w Łodzi od 1906 do 1907 roku.

## Geneza
Skutkiem porażek ponoszonych przez Rosję w wojnie z Japonią był wzrost nastrojów rewolucyjnych i narodowych na terenie Królestwa Polskiego i w szczególności Łodzi, gdzie ludność domagała się od państwa ustępstw na polu praw pracowniczych, reform demokratycznych i autonomii kulturalnej dla Polaków. Wzrost nastrojów rewolucyjnych spowodował masowy napływ członków do organizacji robotniczych. Najpopularniejszymi partiami robotniczymi były wówczas Socjaldemokracja Królestwa Polskiego i Litwy (SKDPiL) oraz Polska Partia Socjalistyczna (PPS), które różniło jedynie podejście do kwestii niepodległości Polski. 
Legitymistyczna i prorosyjska Narodowa Demokracja w swojej walce przeciw socjalistom w połowie 1905 roku postanowiła stworzyć Narodowy Związek Robotniczy (NZR), który przyjął całkowicie odmienną ideologię od innych ugrupowań robotniczych, przekonując że strajki i bojkot wyborów szkodzą robotnikom, a rewolucja jest spiskiem Żydów i socjalistów wymierzonym w polskość i Kościół katolicki. Takie postawienie sprawy było powieleniem poglądu hierarchów kościelnych i miało umocnić sojusz narodowców z Kościołem.
Powstanie NZR otworzyło nowy front konfliktu, bowiem do sporu między robotnikami z jednej a wojskiem i fabrykantami z drugiej strony doszedł spór między socjalistami a NZR, zaczynający się od przepychanek i gróźb, a następnie stopniowo eskalujący w miarę narastania napięcia podsycanego przez partyjne gazety i ulotki. W 350-tysięcznej Łodzi NZR miał do 4 tysięcy członków, a PPS i SDKPiL po 20 tysięcy, jednak na skutek intensywnej działalności Ochrany i policji aresztowanych zostało wielu polskich działaczy robotniczych, co endecy postanowili wykorzystać, by zdusić ruchy walczące o prawa pracownicze. Skutkiem tego była narastająca od jesieni 1906 roku fala pobić, napadów, zabójstw i strzelanin pomiędzy wrogimi bojówkami.

## Walki
Po skazaniu na śmierć grupki polskich socjalistów, Polska Partia Socjalistyczna wezwała do strajku, który trwał od 4 do 7 października 1906 roku. Narodowcy zażądali od socjalistów odszkodowania za utracone wskutek strajku dniówki, a wobec odmowy zaczęli uniemożliwiać socjalistycznym działaczom wstęp do ich zakładów pracy. Do pierwszej konfrontacji doszło 8 października pod bramą fabryki Gampe i Albrecht, która zaczęła się od kłótni, a skończyła na strzelaninie. Do incydentów doszło tego dnia także pod innymi zakładami, ale ostatecznie centrale partyjne porozumiały się i zawiesiły konflikt.
W następnym miesiącu zaczęła się fala napadów na działaczy wrogich obozów, zaczęły rozwijać się robotnicze milicje broniące własnych baz lokalowych oraz znaczniejszych działaczy i napadające na przeciwnika, zarówno w domach i piwiarniach, jak i na ulicach i przed fabrykami. W tym miesiącu 29 osób zginęło i 30 zostało rannych, w grudniu było 54 zabitych i 34 rannych. Znaczniejszym wydarzeniem była bitwa stoczona 18 stycznia 1907 roku przy wejściu do kościoła św. Anny, gdzie tamtejszy ksiądz odmówił poświęcenia trumien dwóch zabitych socjalistów. Gdy jeden ze wzburzonych żałobników szarpnął księdza i domagał się poświęcenia, tłum został ostrzelany przez ukrytych w kościele narodowców. W tym zajściu było 8 zabitych i 40 rannych.
Skutkiem walk i zdecydowanego poparcia dla narodowców były masowe konwersje wśród robotników, którzy nie chcąc porzucać całkowicie religii przechodzili na mariawityzm: od 1906 do 1908 roku liczebność wyznawców tej grupy w Łodzi zwiększyła się ze 152 osób do ponad 50 tysięcy ludzi. Skutkiem tych konwersji był atak narodowców na mariawitów i oskarżenie ich o udział w antypolskim spisku. Jedną z konsekwencji tych działań było zabójstwo mariawickiego duchownego dokonane przez nacjonalistyczne bojówki.
Początkiem końca walk w Łodzi był apel z kwietnia 1907 roku, w którym załoga jednej z fabryk zaproponowała zwołanie ogólnomiejskiej konferencji. Na zorganizowanej 24 kwietnia konferencji stawiło się 350 delegatów z 275 fabryk, którzy przyjęli rezolucję potępiającą bratobójcze walki i wzbudzanie nienawiści na tle religijnym i narodowościowym oraz potępili prasę podburzającą do wzajemnej wrogości i zdecydowali powołać międzypartyjną komisję śledczą do znalezienia winnych morderstw robotników. Ugoda uspokoiła sytuację w mieście, jednak pojedyncze incydenty zdarzały się przez kilka następnych tygodni.

## Podsumowanie
Łącznie w latach 1906–1907 w łódzkich walkach międzypartyjnych zginęły według ostrożnych szacunków 322 osoby i było ponad 400 rannych. Przez cały ten okres rosyjska policja pozostawała bierna, reagowała opieszale, w nadziei że najaktywniejsi działacze zginą w bratobójczych walkach, oszczędzając rosyjskim służbom trudów inwigilacji i pościgów.